# Словачке народне свечаности у Бачком Петровцу
Прве Словачке народне свечаности у Бачком Петровцу су биле 28. августа 1919. После укидања Матице словачке у Југославији наставило се са организацијом свечености до године 1953. године. Словачке народне свечаности су били поново обновљене после обоновљења Матице словачке 1990. године.
Сваке године у августу се у Бачком Петровцу састају Словаци из целе Војводине, но ова манифестација премашује границе Војводине и посећују их и Словаци из околних држава и гости из Словачке.
Програм свечансти стварају културно- уметничке манифестације, програми и изложбе у галеријама, разни сусрети и заседања удружења не само локалног већ и вишег степена. Затим су ту многе спортске манифестације које дају одушка приликом посматрања фудбала или тениских сусрета.

## Галерија
- Позивница на Словачке народне свечаности (1947)
- Позивница на Словачке народне свечаности (1948)
- Позивница на Словачке народне свечаности (1949)
- Позивница на Словачке народне свечаности (1950)
- Дефиле за време Словачких народних свечаности (око 1950)
- Пропусница за Словачке народне свечаности (1946)

## Слољашње везе
- Словачке народне свечаности на сајту Завода за културу војвођанских Словака